# PGC 9108
LEDA/PGC 9108 ist eine Elliptische Galaxie vom Hubble-Typ E im Sternbild Andromeda am Nordsternhimmel. Sie ist schätzungsweise 259 Millionen Lichtjahre von der Milchstraße entfernt und hat einen Durchmesser von etwa 50.000 Lichtjahren.
Im selben Himmelsareal befindet sich u. a. die Galaxien NGC 898, NGC 906, PGC 9101, PGC 9180.